# Congaz
Congaz (en rumano: Congaz; en gagauzo: Kongaz) es una comuna y ciudad de la unidad territorial autónoma de Gagaúzia, al sur de Moldavia.

## Toponimia
El nombre del asentamiento en otros idiomas de importancia en el asentamiento es Kongaz (en ruso: Конгаз; en ucraniano: Конгаз).

## Geografía
Congaz se sitúa 20 km al sur de la capital regional Comrat, a orillas del lago Congaz.

## Historia
Congaz fue fuendada en 1812. En la RSS de Moldavia, Congaz fue el centro administrativo del distrito de Kongaz de 1940 a 1956.
Hasta 2008 no se consideraba una ciudad sino una comuna y pueblo. Con sus trece mil habitantes, era según El libro Guinness de los récords el pueblo más grande y más densamente poblado de Europa.

## Demografía
La evolución de la población de Congaz entre 2004 y 2014 fue la siguiente:
| 12 327                       | 13 406 | 11 123 |
| (Fuente: Localitati Moldova) |        |        |

Según el censo de 2004, los gagáuzos representaban el 96,12% de los habitantes; los rumanos, el 1,22%; y los rusos, el 1,04%.

## Infraestructura

### Educación
En Congaz hay 6 instituciones preescolares y 5 instituciones de educación general.